# La Masia
La Masia, officiellement La Masia – Centre de Formació Oriol Tort, est le centre de formation du FC Barcelone depuis 1979. Le bâtiment, un traditionnel mas (Masia en catalan) situé à Sant Joan Despí dans la banlieue nord-ouest de Barcelone, date de 1702. De 1966 à 1979, ce fut le siège du FC Barcelone avant que le président du club Josep Lluís Núñez ne le transforme en centre de formation.
En 2011, ce même centre de formation déménage dans de nouveaux locaux construits juste à côté et situés au sein de l'ultra-moderne cité sportive Joan Gamper .

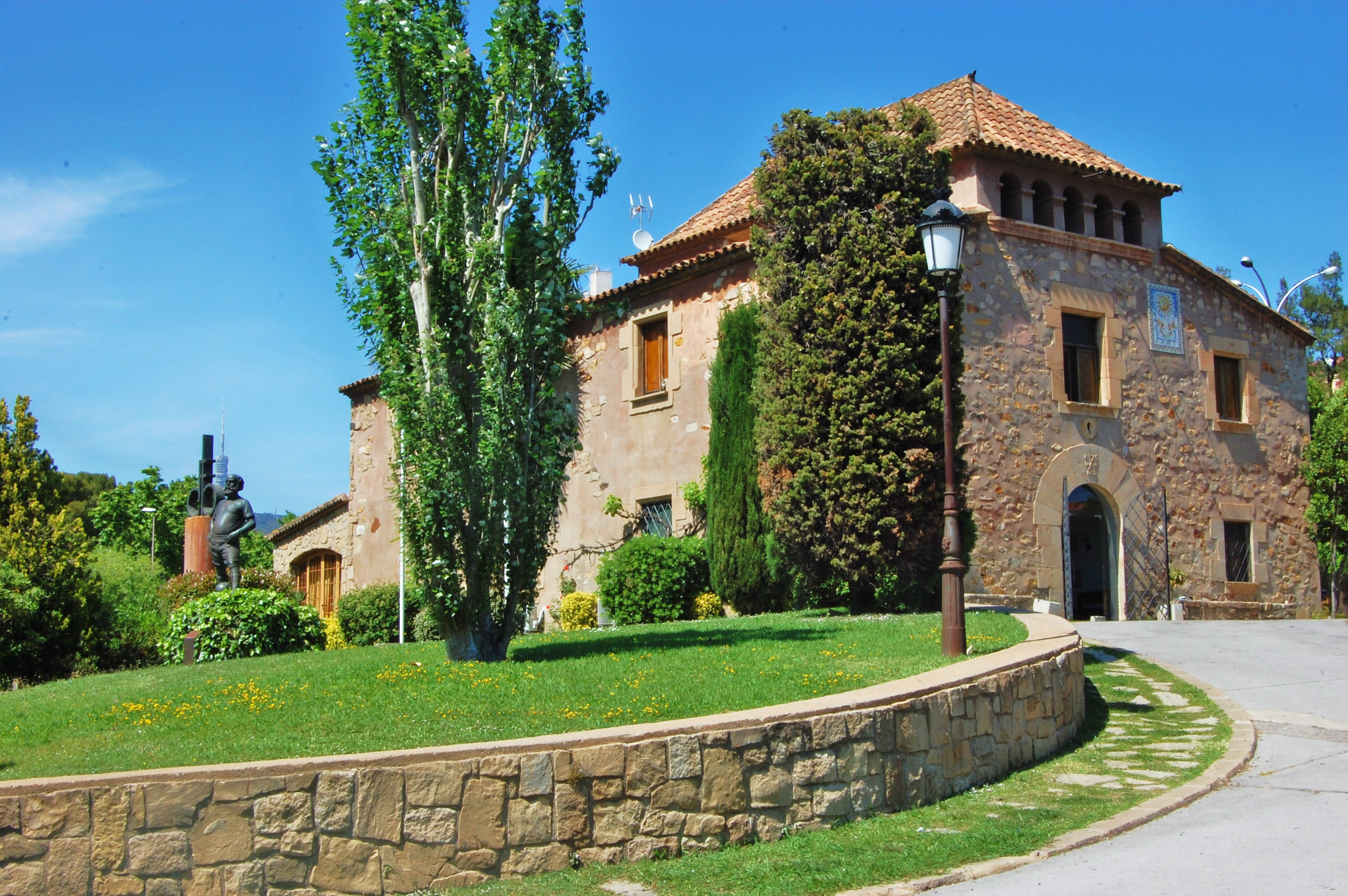
La Masia de Can Planas.

## Histoire
Au fil des années, La Masia est devenue une pièce essentielle dans la structure sportive du FC Barcelone. La Masia est la source des forces vives du club.
À côté du FC Barcelone B, l'équipe espoir principale du club qui évolue en deuxième division, il existe douze équipes junior qui comptent en tout plus de 300 joueurs et 24 entraîneurs.

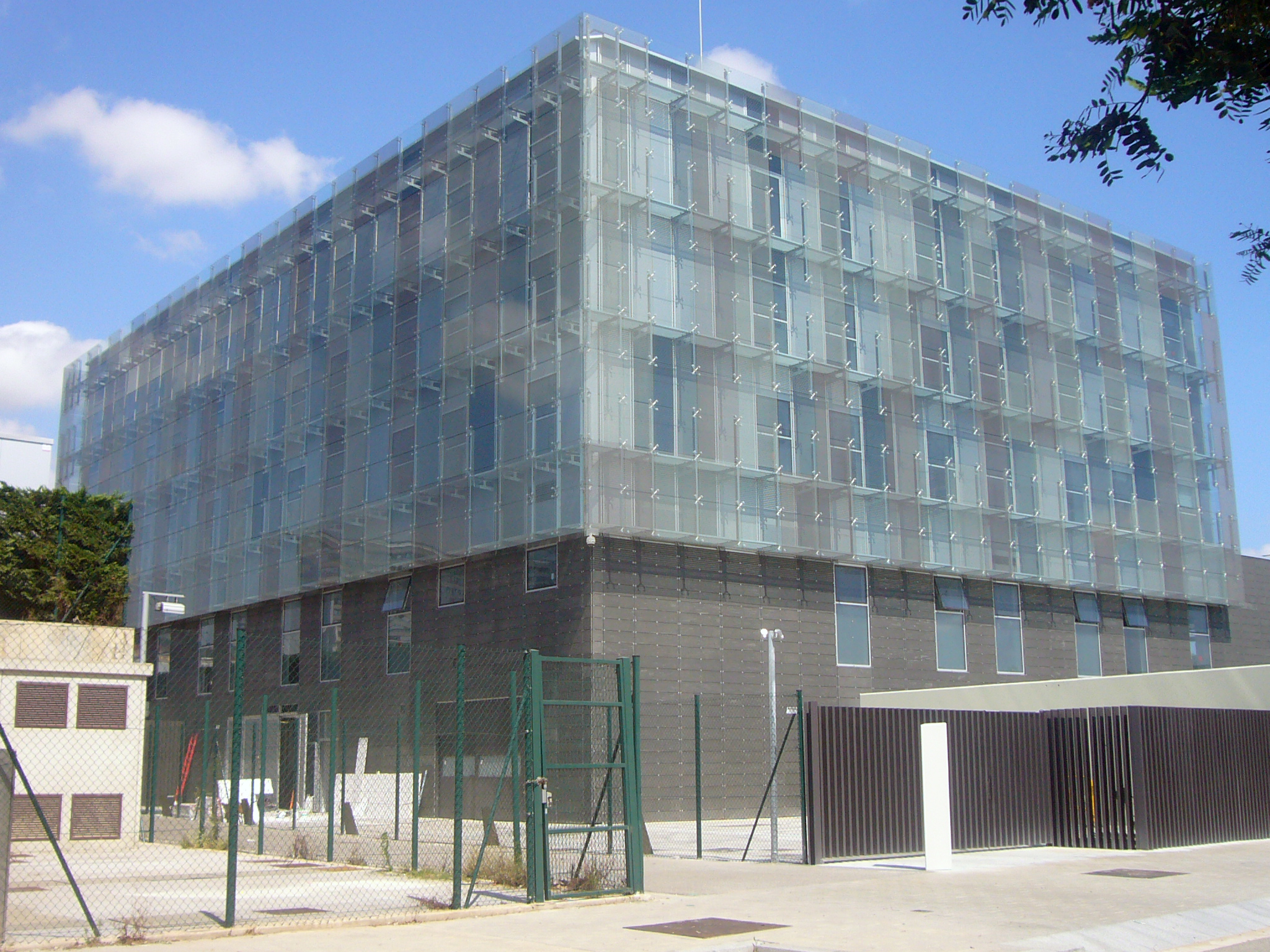
Depuis 2011, la nouvelle Masia est située dans la Cité sportive Joan Gamper.

Depuis 2002, le directeur de La Masia est Carles Folguera, tandis que José Segura est le directeur du football formateur depuis juillet 2015.
À partir de juin 2011, le centre de formation quitte La Masia pour intégrer de nouveaux locaux dans l'ultra-moderne Cité sportive Joan Gamper.

### Consécration mondiale
Le 11 juillet 2010, l'Espagne remporte la finale de la Coupe du monde en alignant sept joueurs du FC Barcelone dans le onze initial. Hormis David Villa, six de ces joueurs ont été formés à La Masia : Xavi, Andrés Iniesta, Carles Puyol, Gerard Piqué, Sergio Busquets et Pedro. Un septième joueur formé à La Masia entre en cours de jeu : Cesc Fàbregas. Pour La Masia, il s'agit d'une consécration au plus haut niveau.
Une deuxième consécration internationale arrive lorsque le 6 décembre 2010, la FIFA et France Football annoncent que les trois finalistes du Ballon d'or 2010 sont Andrés Iniesta, Xavi Hernández et Lionel Messi, tous issus de La Masia. C'est la première fois dans l'histoire du Ballon d'or que trois joueurs issus du même centre de formation occupent les trois premières places du trophée.

### Un onze type made inLa Masia
En novembre 2012, contre Levante UD, et pour la première fois dans l'histoire des clubs européens, le FC Barcelone a aligné une équipe issue à 100 % du centre de formation. Cette équipe, alors entraînée par Tito Vilanova, était composée du gardien Víctor Valdés, d'une ligne défensive Martín Montoya, Carles Puyol, Gerard Piqué et Jordi Alba, d'un milieu de terrain avec Xavi, Andrés Iniesta et Sergio Busquets ainsi que d'une attaque animée par Pedro, Lionel Messi et Cesc Fàbregas. Cette composition était le résultat d'une blessure du seul élément formé en dehors du club : Daniel Alves. L'équipe type avait alors inscrit 4 buts dans le stade Ciutat de València, tous durant la communion du onze made in La Masia.
L'ère Guardiola et la recherche de nouveaux talents
Reconnu comme le meilleur centre de formation au monde, la Masia acquiert une certaine renommée grâce à ce succès et devient un élément fondamental du club. Pep Guardiola entraîneur de l'équipe première entre 2008 et 2012 lance plusieurs jeunes dans le grand bain tels que Marc Muniesa , Gerard Deulofeu , Jordi Alba ou encore Bojan Krkić.

Passage au second plan
Après le départ de Guardiola en 2012, la Masia baisse petit à petit dans le système de renforcement de l'effectif du club, à la suite d'achats de méga stars à l'étranger comme Neymar, Luis Suárez, Philippe Coutinho, Ousmane Dembélé ou encore Antoine Griezmann. Cela est également dû au fait que les dernières jeunes pousses lancées par Guardiola n'ont pas véritablement convaincu. Très peu de jeunes gagnent désormais leur place à l'image de Sergi Roberto et Munir El Haddadi d'autres partent voir à ailleurs comme Sergi Gómez( Manchester City ) Álex Grimaldo ( Bayer 04 Leverkusen ) Adama Traoré   , André Onana ( Manchester United ) et Cristian Tello ( Bétis Séville ). 

Crise économique et Retour au premier plan
En 2020, le Barça est lourdement endetté à cause de ses énormes achats de stars lors des dernières années et ne peut plus être aussi actif sur le marché de transferts. Le club peut tout de même compter sur son centre de formation et cela marque le retour de la Masia au premier plan, avec notamment deux jeunes qui tapent sérieusement à la porte de l'équipe première :  Ansu Fati et Riqui Puig. La venue de Xavi sur le banc de l'équipe en 2021 et la confirmation du jeune Gavi  sacré au  Trophée Kopa 2022  donne un peu plus d'élan aux joueurs sortis du centre de formation à l'image d'un Alejandro Balde qui vient titiller Jordi Alba au poste de latéral gauche. La Saison 2023-2024 est marquée par l'éclosion de plusieurs jeunes talents qui gagnent même leur place dans l'équipe type comme Lamine Yamal , Fermín López et Pau Cubarsí.

## Élèves célèbres

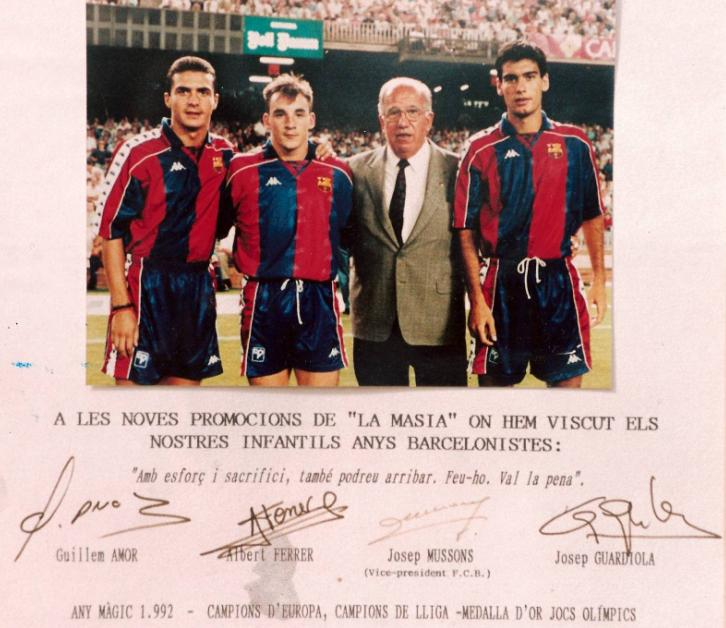
Guillermo Amor, Albert Ferrer, Josep Mussons et Pep Guardiola figurent sur cette photo qui pendant de nombreuses années a trôné dans la salle à manger de La Masia, encourageant les jeunes avec le message : "Avec effort et sacrifice, vous pourrez aussi y arriver ; faites-le ; ça en vaut la peine."

Lionel Messi fut en 2009 le premier joueur issu de La Masia à remporter le Ballon d'or. Il était accompagné sur le podium par un autre ancien pensionnaire de La Masia, Xavi Hernández, qui finit troisième, tandis qu'Andrés Iniesta était quatrième. L'année suivante, ces trois joueurs occupent les trois premières places du Ballon d'or 2010. En 2011, Lionel Messi (vainqueur) et Xavi Hernández sont de nouveau sur le podium, tandis qu'Andrés Iniesta est quatrième. En 2012, Lionel Messi remporte un quatrième Ballon d'or consécutif, tandis qu'Andrés Iniesta est sur la troisième marche du podium et Xavi à la quatrième place.
Andrés Iniesta, Xavi, Pepe Reina et Cesc Fàbregas sont les joueurs issus de la Masia qui ont réussi à gagner avec l'Espagne le triplé historique Championnat d'Europe 2008 - Coupe du monde 2010 - Championnat d'Europe 2012.
Abdessamad Ezzazouli
Adama Traoré (football, 1996)
Adam Aznou
Álex Grimaldo
Aleix Garrido
Álex Valle
Albert Ferrer
Albert Navarro
Alejandro Balde
Alvaro Sanz
Ander Astralaga
Andrea Natali
André Onana
Andrea Natali
Andrés Iniesta
Angel Alarcon
Antonio Sanabria
Ansu Fati
Arnau Comas
Arnau Tenas
Aaron Alonso 
Aron Yaakobishvili 
Bojan Krkić
Carles Aleñá
Carles Puyol
Cesc Fàbregas
Chadi Riad
Cristian Tello
Dani Olmo
Dani Rodriguez
David Oduro
Diego Kochen
Ebrima Tunkara
Estanis Pedrola
Fermín López
Ferran Jutglà
Gavi (football)
Gaï Assulin
Gerard Piqué
Gerard Deulofeu
Gerard Martín
Guillermo Amor
Guillem Jaime
Héctor Bellerín
Héctor Fort
Ibrahim Diarra
Iker Bravo
Ilaix Moriba
Ilias Akhomach
Iñaki Peña
Isaac Cuenca
Jandro Orellana
Jan Virgili

Jean Marie Dongou
Jordi Alba
Jeffrén Suárez
Konrad de la Fuente
Landry Farre
Lamine Yamal
Lionel Messi
Mauro Icardi
Marc Bartra
Marc Bernal
Marc Casado
Marc Cucurella
Marc Guiu
Marc Muniesa
Martín Montoya
Max Bonfill
Mika Marmol
Mikayil Faye

Munir El Haddadi
Nico González
Oriol Romeu
Óscar Mingueza
Pau Cubarsí
Pau Prim
Pedro (football)
Pelayo
Pepe Reina
Riqui Puig
Rafinha
Sergio Busquets
Sergi Gómez
Sergio Gomez
Sergi Roberto
Sergi Samper
Takefusa Kubo
Thiago Alcántara
Unai Hernandez
Víctor Valdés
Xavi
Xavi Simons

## FCBEscola
Les écoles FC Barcelone, abrégées en FCBEscola, forment un réseau mondial de centres de stages, animé par l'encadrement de La Masia. L'« école » de Qingdao en Chine est la 24e, alors que celle du Guatemala sera la 25e fin 2017.
De plus, plusieurs centres de stage, appelés « FC Barcelona Camp » sont sous-traités par des prestataires, avec la promesse que ce sont réellement les entraineurs « de La Masia » qui viendront le jour-dit. Pour l'Océanie, par exemple, l'agence prestataire propose des stages à Brisbane, Perth, Sydney, Adelaide et Melbourne, pour l'Australie, Auckland et Wellington pour la Nouvelle-Zélande. Pour la Croatie, par exemple, le stage d'une semaine coûte 550 euros (maillot Nike compris) et 50 euros par jour pour l'hébergement (soit 900 euros pour la formule complète), et a lieu à Manfredoine en Italie, à plusieurs heures de bateau au départ de Dubrovnik ou de Split. Cette offre est difficile d'accès alors qu'historiquement, certains des meilleurs joueurs croates ont joué au FC Barcelone. Enfin La Masia elle-même, en Catalogne, est un centre de stage, prisé des européens et des britanniques.